# Scandix petraea
Scandix petraea är en flockblommig växtart som beskrevs av Ernst Gottlieb von Steudel. Scandix petraea ingår i släktet nålkörvlar, och familjen flockblommiga växter. Inga underarter finns listade i Catalogue of Life.